# Annibale Venier
Annibale Silvano Venier (* 30. Juli 1951 in Terracina) ist ein ehemaliger italienischer Ruderer.

## Leben
Der 1,85 m große Annibale Venier trat bei den Olympischen Spielen 1976 in Montreal zusammen mit Primo Baran und Steuermann Franco Venturini im Zweier mit Steuermann an und erreichte den fünften Platz.  Im Jahr darauf belegte Venier mit dem italienischen Vierer mit Steuermann den neunten Platz bei den Weltmeisterschaften 1977. Fünf Jahre später trat er mit dem Vierer ohne Steuermann bei den Weltmeisterschaften 1982 an und belegte den achten Platz.
1985 formierte sich ein neuer italienischer Achter mit der Besetzung Agostino Abbagnale, Sergio Caropreso, Antonio Maurogiovanni, Alfredo Bollati, Giovanni Miccoli, Maurizio Donna, Annibale Venier, Pasquale Marigliano und Steuermann Siro Meli. Dieser Achter gewann bei den Weltmeisterschaften bei Mechelen Silber hinter dem Boot aus der Sowjetunion und vor dem Boot aus den Vereinigten Staaten. Im Jahr darauf siegten die Australier bei den Weltmeisterschaften 1986 vor den Booten aus der Sowjetunion und aus den Vereinigten Staaten, dahinter belegten die Italiener den vierten Platz. 1987 siegte bei den Weltmeisterschaften in Kopenhagen der US-Achter vor dem Boot aus der DDR und den Italienern mit Ettore Bulgarelli, Giuseppe Di Palo, Antonio Baldacci, Piero Carletto, Giovanni Miccoli, Alfredo Bollati, Annibale Venier, Franco Zucchi und Steuermann Paolo Trisciani. Bei den Olympischen Spielen 1988 in Seoul belegte Venier mit dem italienischen Achter den siebten Platz.
Annibale Venier ist der Vater des Ruderers Simone Venier.